# Русештій-Ной
Русештій-Ной (рум. Ruseștii Noi) — село в Яловенському районі Молдови. Адміністративний центр однойменної комуни, до складу якої також входить село Русештій-Век.